# Cornelis H. A. Koster

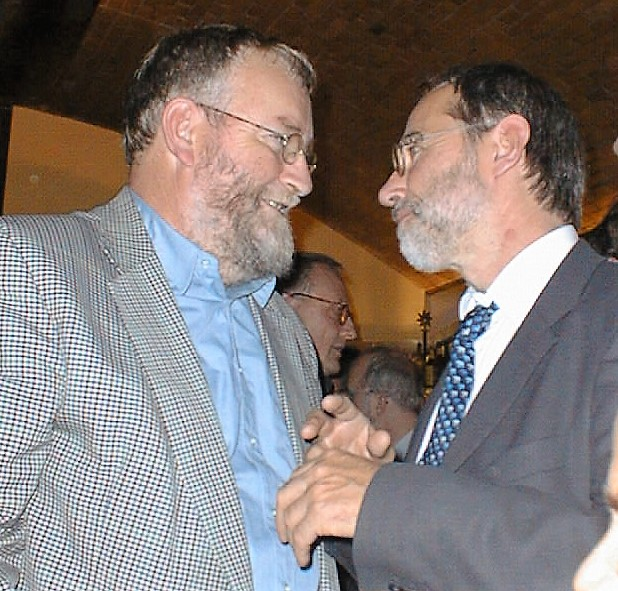
Kees Koster (links) und Stefan Jähnichen (rechts) 2000 auf dem NORIS-Treffen

Cornelis Hermanus Antonius »Kees« Koster (* 13. Juli 1943 in Haarlem; † 21. März 2013 in Nijmegen) war ein niederländischer Informatiker, Nestor des Compiler- und Programmiersprachenbaus sowie Linguist.

## Leben
Seine Eltern wanderten nach dem Zweiten Weltkrieg mit drei Kindern, von denen Cornelis das älteste war, nach Indonesien aus. Dort besuchte Koster die Grundschule in Jakarta. Mit elf Jahren kehrte er in die Niederlande zurück, wo er das katholische St. Ignatius Gymnasium (Sint Ignatiusgymnasium) in Amsterdam besuchte. Zusammen mit seinem Mitschüler Lambert Meertens baute er 17-jährig seinen ersten Computer. Nach der Schule studierte er an der Universität von Amsterdam und schloss sein Studium 1965 ab. Im Anschluss an sein Studium arbeitete er am Mathematischen Zentrum (MC) von Adriaan van Wijngaarden zusammen mit Lambert Meertens. Zeitgleich arbeitete dort auch der Turing-Award-Preisträger von 1972, Edsger W. Dijkstra.
In der Aufbauphase des Fachbereichs Kybernetik/Informatik an der TU Berlin leitete Koster von 1972 bis 1976 zusammen mit Bleicke Eggers das Fachgebiet Programmiersprachen und Compiler. Koster hatte formal-juristisch als Künstler, nur mit Physik-Vordiplom in dem neu entstehenden Fachbereich eine Professur erhalten; zuvor hatte er als Programmierer und Entwickler seine Sporen bei Edsger W. Dijkstra, ebenfalls Mitarbeiter von van Wijngaarden, verdient.
Unter seiner Leitung wurden an der TU Berlin Compilerbau, Compilergenerierung gelehrt und die Auszeichnungs- bzw. Programmiersprachen Compiler Description Language (CDL) bzw. ELAN entwickelt, die über viele Jahre auch in der Ausbildung von Studierenden – nicht nur an der TU Berlin – eingesetzt wurden.
1977 wurde Koster an die Katholische Universität Nijmegen (heute: „Radboud University Nijmegen“) berufen. Seine Antrittsvorlesung dort ist als Buch veröffentlicht. Er lebte zuletzt als emeritierter Professor der Radboud-Universität in Nijmegen.
Koster war einer der federführenden Autoren der grundlegenden Arbeit Report on the Algorithmic Language ALGOL68 und Schöpfer der Compiler Description Language (CDL) und der Affix Grammars, einer Variante der Van-Wijngaarden-Grammatiken, deren Funktionalität heute durch Compilergeneratoren wie Yacc und Bison abgedeckt werden, die zum Standard-Werkzeugkasten der Betriebssysteme Linux, GNU und macOS gehören.
Koster kam 2013 als begeisterter, lebenslang unfallfreier Motorradfahrer bei einem Autozusammenstoß ums Leben und wurde in Nijmegen beerdigt. Er hatte 2011 noch am Treffen der Ehemaligen des Studienplans Neu orientierten Informatik-Studienplan (NORIS) an der TU Berlin teilgenommen, mit dem der neue Fachbereich 1972 aus der Taufe gehoben worden war.

## Veröffentlichungen
- Report on the Algorithmic Language ALGOL68. Der Text verwendete zur Definition der Sprache ALGOL68 statt der kontextfreien Backus-Naur-Form erstmals die kontextsensitiven, nach Aad van Wijngaarden benannten vW-Grammatiken.

## Belege
1. ↑  Radboud-Universität Nijmegen, Faculty of Science, Institute for Computing and Information Science, 22. März 2013: In memoriam Kees Koster (englisch, als Memento gespeichert)
2. 1 2  Radboud-Universität Nijmegen, Faculty of Science, Institute for Computing and Information Science, 22. März 2013: In memoriam Kees Koster (niederländisch)
3. 1 2  Tageszeitung de Volkskrant, 16. April 2013: Kees Koster 1943-2013. Hij ontwierp een van de belangrijkste computertalen en was vraagbaak voor bedrijven en studenten, (dt.: „Kees Koster 1943-2013. Er entwarf eine der wichtigsten Computersprachen und war ein Wissens-Leuchtfeuer für Unternehmen und Studenten“) Nachruf als Memento gespeichert
4. ↑  TU Berlin, Fakultät für Elektrotechnik und Informatik: Die Fakultät trauert um Professor Dr. rer. nat. Bleicke Eggers (Memento vom 5. Juli 2013 im Internet Archive)
5. ↑  Stefan Jähnichen: Programmiersprachendebatten in den 1970ern: Was ist von ELAN geblieben?, Vortrag im Deutschen Technikmuseum Berlin in der Reihe Kids & Codes. Programmieren gestern und heute. Tagung auf dem Vintage Computing Festival Berlin 2017
6. ↑  K. Koster: Het betere programmeerwerk : Brede uitgesproken bĳ de aanvaarding van het ambt van gewoon hoogleraar in de informatica aan de Katholieke Universiteit te Nĳmegen op 3 februari 1978
7. ↑  TU Berlin, Fakultät für Elektrotechnik und Informatik: Nachrufe: Die Fakultät trauert um Professor Cornelis H.A. (Kees) Koster (Memento vom 5. Juli 2013 im Internet Archive)
8. ↑  Teilnehmer